# Коханівка (Кропивницький район)
Кохані́вка — село в Україні, у Суботцівська сільській громаді Кропивницького району Кіровоградської області. Населення становить 190 осіб. Орган місцевого самоврядування — Суботцівська сільська рада.

## Населення
Згідно з переписом УРСР 1989 року чисельність наявного населення села становила 205 осіб, з яких 100 чоловіків та 105 жінок.
За переписом населення України 2001 року в селі мешкало 190 осіб.

### Мова
Розподіл населення за рідною мовою за даними перепису 2001 року:
| Мова       | Відсоток |
| ---------- | -------- |
| українська | 91,05 %  |
| російська  | 8,95 %   |